# 郦波
郦波（1972年4月17日—），字雲水，號滄溟，中國古典文學學者，南京师范大学教授、硕士生导师。祖籍江苏省丹阳市，南京师范大学中国古典文学与文化专业博士，汉语言文学博士后。中国中央电视台CCTV-10百家讲坛节目主讲人之一。曾经在江苏电视台城市频道讲授节目《万家灯火》。

## 生平
郦波1972年4月17日出生于江苏省镇江专区丹阳县(今镇江市丹阳市)。毕业于南京师范大学。
2007年担任江苏电视台城市频道《万家灯火》的主持。2009年10月，在中国中央电视台的节目《百家讲坛》中主讲“大明名臣：风雨张居正”系列。2013年11月，在中国中央电视台的节目《百家讲坛》主讲“大明脊梁张居正”的系列讲座。2015年夏，在中国中央电视台的节目《百家讲坛》主讲“千古爱情之相聚在星空下”系列节目。2016年1月1日，参加贵州卫视节目《最爱是中华》。

## 著作
- 《五代前的那些愛》東方出版社，2008年2月1日。ISBN 9787506030540。
- 《宋元明清那些愛》東方出版社，2008年8月1日。ISBN 9787506032223。
- 《風雨張居正》中国民主法制出版社有限公司，2009年10月1日。ISBN 9787802196513。
- 《酈波評說曾國藩家訓（上）》中国民主法制出版社有限公司，2012年2月1日。ISBN 9787802197800。
- 《酈波評說曾國藩家訓（下）》中国民主法制出版社有限公司，2012年1月1日。ISBN 9787802199712。
- 《丹心報国：酈波評說于謙》工人出版社，2016年6月1日。ISBN 9787500864004。
- 《救時宰相于謙》，中国民主法制出版社有限公司，2010年8月1日。ISBN 9787802197442。
- 《曾國藩教子十法》復旦大学出版社，2015年7月1日。ISBN 9787309114348。
- 《中華家訓智慧》新蕾出版社，2014年7月1日。ISBN 9787530760390。
- 《千古名相：酈波評說張居正》工人出版社，2016年6月1日。ISBN 9787500863991。
- 《清正為官：酈波評說海瑞》工人出版社，2016年6月1日。ISBN 9787500863984。
- 《大明戰神：酈波評說戚繼光》工人出版社，2016年6月1日。ISBN 9787500863977。
- 《王世貞文學研究》中華書局，2011年12月1日。ISBN 9787101084276。

## 外部鏈接
- 郦波的新浪微博